# Ісай Шейнберг
Ісай Шейнберг (івр. ישי שיינברג; нар. 1946 або 1947) — ізраїльсько-канадський засновник і колишній співвласник онлайнового покер-руму PokerStars. Раніше Шейнберг був старшим програмістом у канадському IBM.

## Життєпис
Приблизно 1986 року Шейнберг залишив Ізраїль, переїхавши до Торонто. Він оселився у Річмонд-Гілл, де 2011 року все ще володів будинком, який купив 1988 року.
Шейнберг продав свою частку в Pokerstars компанії Amaya Gaming у 2014 році за $ 4,9 млрд.

### Кримінальне провадження
2011 року Шейнбергу було пред'явлено п'ять кримінальних звинувачень, пов'язаних з Pokerstars, згідно із федеральними законами США. У вересні 2020 року, після дев'яти років судових слухань, Шейнберга було засуджено до штрафу в розмірі 30 тис. $ без обмежен ня волі. Загалом, Шейнбергу було пред'явлено кілька звинувачень в шахрайстві і йому загрожувало до п'яти років в'язниці.
Ісая було затримано в Швейцарії і до 2019 року він таким чином уникав арешту владою США, врешті, у січні 2020 року Шейнберг полетів до Нью-Йорку й здався федеральним прокурорам США. Спочатку він вніс 1 млн $ застави і жив під домашнім арештом в готелі. Але з початком пандемії через ситуацію в Нью-Йорку переїхав до своєї віли в Каліфорнії. Пізніше ці місяці домашнього арешту були зараховані за відбування терміну.
У березні він визнав свою провину по одному пункту звинувачення, а саме — ведення нелегального грального бізнесу в інтернеті. Після винесення вердикту судді Шайнберг заявив, що радий такому рішенню.